# Classe Kongo (incrociatore da battaglia)
La classe Kongo ( 金剛?, Kongō) fu la prima classe di incrociatori da battaglia giapponesi; successivamente le navi di questa classe vennero riclassificate come navi da battaglia veloci.

## Progetto e costruzione
La Kongo fu l'ultima grande nave giapponese costruita all'estero, essendo stata costruita dalla Vickers-Armstrong in Inghilterra, progettata dal capo progettista della Vickers, Sir George Thurston. Libero dalle strette specifiche di progetto della Royal Navy, egli progettò una nave da guerra immediatamente riconosciuta come un ottimo progetto ben bilanciato, armata con otto cannoni da 14". Il progetto di Thruston ebbe un'influenza così grande che la Royal Navy fermò i suoi lavori sul HMS Tiger, il secondo incrociatore da battaglia della classe Lion e lo fece costruire secondo un progetto molto simile a quello del Kongo.
Il Kongo venne impostato il 17 gennaio 1911, varato il 18 maggio 1912 e quindi completato ed inviato in Giappone il 16 agosto 1913. Battezzato in omaggio al monte Kongo nella Prefettura di Osaka, il Kongo fu la prima nave da guerra al mondo a montare un armamento da 14" (356mm).
Nel periodo tra le guerre mondiali le navi di questa classe vennero ricostruite pesantemente due volte dalla Marina Imperiale Giapponese. Poiché nel 1929 la marina giapponese non poteva costruire ulteriori navi da battaglia a causa della limitazione 5:5:3 del Trattato navale di Washington, la Kongo e le sue navi sorelle vennero dotate di armature orizzontali più spesse e di controcarene antitorpedini. Il Giappone si ritirò dal trattato nel 1933 e nel 1935 iniziò a ricostruire nuovamente le navi della classe Kongo. Furono allungate, dotate di nuove caldaie e turbine ed equipaggiate con idrovolanti. In seguito alla ricostruzione del 1935 la loro velocità aumentò a 30 nodi e vennero riclassificate come navi da battaglia veloci.
Poiché inizialmente il Kongo e le sue navi sorelle erano state costruite privilegiando la velocità, furono le sole navi da battaglia che potevano mantenere il passo con le portaerei di flotta veloci che stavano cominciando a diventare il principale elemento offensivo della marina giapponese.

## Servizio durante la seconda guerra mondiale
Il Kongo passò quasi tutto il periodo di guerra scortando portaerei, sebbene partecipasse anche ad alcune azioni di superficie, come il bombardamento dell'aeroporto di Henderson Field a Guadalcanal del 14 ottobre 1942, insieme alla sua nave sorella Haruna. Partecipò anche alla battaglia al largo di Samar, nel corso della battaglia del Golfo di Leyte.
Venne affondato il 21 novembre 1944 nello stretto di Formosa da tre siluri lanciati dal sommergibile Sealion. Il Kongo fu la sola nave da battaglia della Marina Imperiale Giapponese affondata da un sottomarino, e l'ultima nave da battaglia a subire questo fato.
La Kongo trascorse quasi tutto il periodo di guerra in compagnia della sua nave sorella, l'Haruna.
Le altre due navi, la Hiei e la Kirishima, vennero affondate entrambe durante la campagna di Guadalcanal.